# 齐语 (新闻出版家)
齐语（1909年10月—1976年8月），原名王冰之，曾用名李东野，山东海阳人。现代作家、编辑家、新闻工作者。原中华人民共和国铁道部文教局副局长。

## 简介
肄业于北平民国学院。之后奔赴延安，历任解放社练习编辑、陕北公学秘书、民先华北队部秘书长、中共北方局宣传干事。1940年至1946年，任华北《新华日报》特派记者、太行《新华日报》编辑、编委。1949年3月主持创办《人民铁道》报，任报社社长兼总编辑，新华社铁道部分社社长。1951年至1963年，任中国铁道出版社副社长、社长。1963年任铁道部文教局副局长。文化大革命中遭受迫害，于1976年病逝。